# مترسک (فیلم ۱۹۸۴)
«مترسک» (روسی: Чучело) یک فیلم درام به کارگردانی رولان بیکوف محصول اتحاد جماهیر شوروی است که سال ۱۹۸۴ اکران شد. مضمون فیلم در ارتباط با موضوع قلدری است.